# Polynema megacephala
Polynema megacephala är en stekelart som beskrevs av Jean Risbec 1951. Polynema megacephala ingår i släktet Polynema och familjen dvärgsteklar.
Artens utbredningsområde är Senegal. Inga underarter finns listade i Catalogue of Life.